# Giulia Occhini
Giulia Occhini (Napoli, 23 luglio 1922 – Novi Ligure, 6 gennaio 1993), nota come la Dama Bianca, fu protagonista di una relazione sentimentale extraconiugale con il ciclista Fausto Coppi negli anni cinquanta del XX secolo, che destò scandalo.
Tale vicenda, data infatti la notorietà del personaggio coinvolto, portò prepotentemente alla ribalta in Italia sia gli aspetti morali che legali dell'adulterio, che, all'epoca, era un reato (il divorzio non era ancora permesso in Italia). Giulia Occhini dovette affrontare un processo in tribunale con l'accusa di abbandono del tetto coniugale. La vicenda, giudiziaria e giornalistica, di Giulia Occhini divenne emblematica per la critica del lamentato clima conformista e repressivo di quel periodo.
Il soprannome la rese celebre presso il grande pubblico dopo la tappa di Sankt Moritz del Giro d'Italia del 1954, quando Pierre Chany, giornalista dell'Équipe, scrisse: «Vorremmo sapere di più di quella signora in bianco che abbiamo visto vicino a Coppi» (la dame en blanc) per via del montgomery color neve che indossava.

## Biografia
Nata nel 1922, all’epoca dei fatti qui narrati Giulia Occhini era sposata con Enrico Locatelli, medico condotto di Varano Borghi (VA) e appassionato tifoso coppiano. La donna conobbe Coppi durante il Giro del 1948, dopo la tappa dello Stelvio. Pochi mesi più tardi, al termine della Tre Valli Varesine, Locatelli chiese alla moglie un autografo del "Campionissimo”; la Occhini entrò subito in rapporti epistolari con Coppi – a sua volta sposato con Bruna Ciampolini da cui aveva avuto una figlia – che, sollecitato dal Locatelli, conobbe personalmente la sua famiglia in una breve visita a Varese. Tra la Occhini e Coppi, intanto, stava iniziando una storia d'amore: i due passarono la prima estate insieme come amanti nel 1953, in vacanza a Capri. Alla fine dell’estate, Giulia apparve per la prima volta al fianco del "Campionissimo” durante i Campionati del mondo di ciclismo su strada di Lugano, che vide Coppi trionfare nella gara in linea.
Essendo entrambi già sposati, la relazione suscitò grande scandalo e fu fortemente avversata dall'opinione pubblica, in particolare dai tifosi di Fausto Coppi; la Occhini fu persino destinataria di una pubblica reprimenda di papa Pio XII. Coppi e Bruna Ciampolini si separarono consensualmente nel 1954, mentre Locatelli denunciò la Occhini per adulterio. In conseguenza di ciò, in base alla legge italiana del tempo, essendo stati colti gli amanti in flagrante, la donna dovette scontare un mese di carcere ad Alessandria e successivamente un periodo di domicilio coatto ad Ancona, mentre a Coppi venne ritirato il passaporto. Tra molte difficoltà, Coppi e la Occhini si sposarono in Messico (matrimonio mai riconosciuto in Italia) e la Occhini diede alla luce un figlio, Angelo Fausto Coppi detto Faustino, nato il 13 maggio 1955 a Buenos Aires, Argentina, per poter portare il cognome Coppi.
Rimasta vedova alla morte di Coppi nel 1960, la Occhini custodì gelosamente le memorie del Campionissimo per oltre trent’anni. Il 3 agosto 1991 fu vittima di un incidente automobilistico davanti a Villa Coppi, in frazione Barbellotta di Novi Ligure: la Fiat Tipo su cui era bordo, guidata da un amico di famiglia, venne colpita da una Volkswagen Golf GTI con a bordo due giovani. Dopo un anno e mezzo di coma, il 6 gennaio 1993 spirò all'Ospedale San Giacomo di Novi Ligure in seguito alle lesioni subite, all’età di 70 anni.
Giulia Occhini è inumata nel colombario numero 87 del cimitero nuovo di Serravalle Scrivia (sulla lapide viene indicata col nome di Giulia Occhini Coppi); accanto a lei riposa la figlia Loretta "Lolli" Locatelli (1946-1981), morta di leucemia.

## La "dama bianca" nella cultura di massa
- Giulia Occhini è stata un personaggio, interpretato da Ornella Muti, della miniserie televisiva del 1995 Il grande Fausto, diretta da Alberto Sironi.
- Comparve anche nella miniserie del 2006 Gino Bartali - L'intramontabile, diretta da Alberto Negrin, nell'interpretazione di Anna Ferzetti.